# بوريس ترايكوفسكي

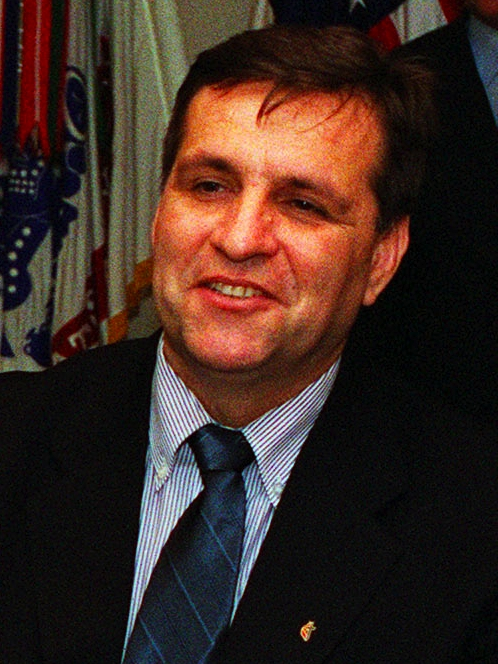
بوريس ترايكوفسكي

بوريس ترايكوفسكي (25 يونيو 1956 - 26 فبراير 2004)، رئيس جمهورية مقدونيا الثاني من عام 1999 إلى 2004. توفي في حادث طائرة بالقرب من موستار في البوسنة في 26 شباط - فبراير من سنة 2004.

## روابط خارجية
- بوريس ترايكوفسكي على موقع مونزينجر (الألمانية)
- بوريس ترايكوفسكي على موقع إن إن دي بي (الإنجليزية)